# Mariusz Jurasik
Mariusz Jurasik, né le 4 mai 1976 à Żagań, est un ancien handballeur polonais.

## Palmarès

### Club
Compétition nationales
- Vainqueur du Championnat de Pologne : 1998, 1999, 2002, 2010, 2012
- Vainqueur de la Coupe de Pologne : 2000, 2010, 2011, 2012
- Finaliste de la Coupe d'Allemagne : 2006, 2007

Compétition internationales
- Finaliste de la Coupe des coupes en 2008
- Demi-finaliste de la Ligue des champions en 2009

### Sélection nationale
- Jeux olympiques :
  - 5e des Jeux olympiques de 2008 à Pékin,  Chine
- Championnats du monde :
  -  Médaille d'argent du Championnat du monde 2007,  Allemagne
  -  Médaille de bronze du Championnat du monde 2009,  Croatie

## Distinctions personnelles
- Meilleur buteur du championnat de Pologne : 2002
- Élu meilleur ailier du championnat du monde : 2007
- Après leur titre de vice-champion du monde obtenu en 2007, Mariusz Jurasik et ses coéquipiers reçoivent la Croix d'or du Mérite (Krzyż Zasługi), le 5 février 2007, des mains de Lech Kaczyński, le président de la République de Pologne lors d'une cérémonie au palais Koniecpolski[1].